# Кожушний Марко Прокопович
Марко Прокопович Кожушний (нар.8 травня 1904, с. Денисівка Оржицького повіту — пом.1938, в'язниця НКВД СРСР) — український поет-пісняр, журналіст доби розстріляного відродження.
Жертва сталінських репресій.

## Життєпис

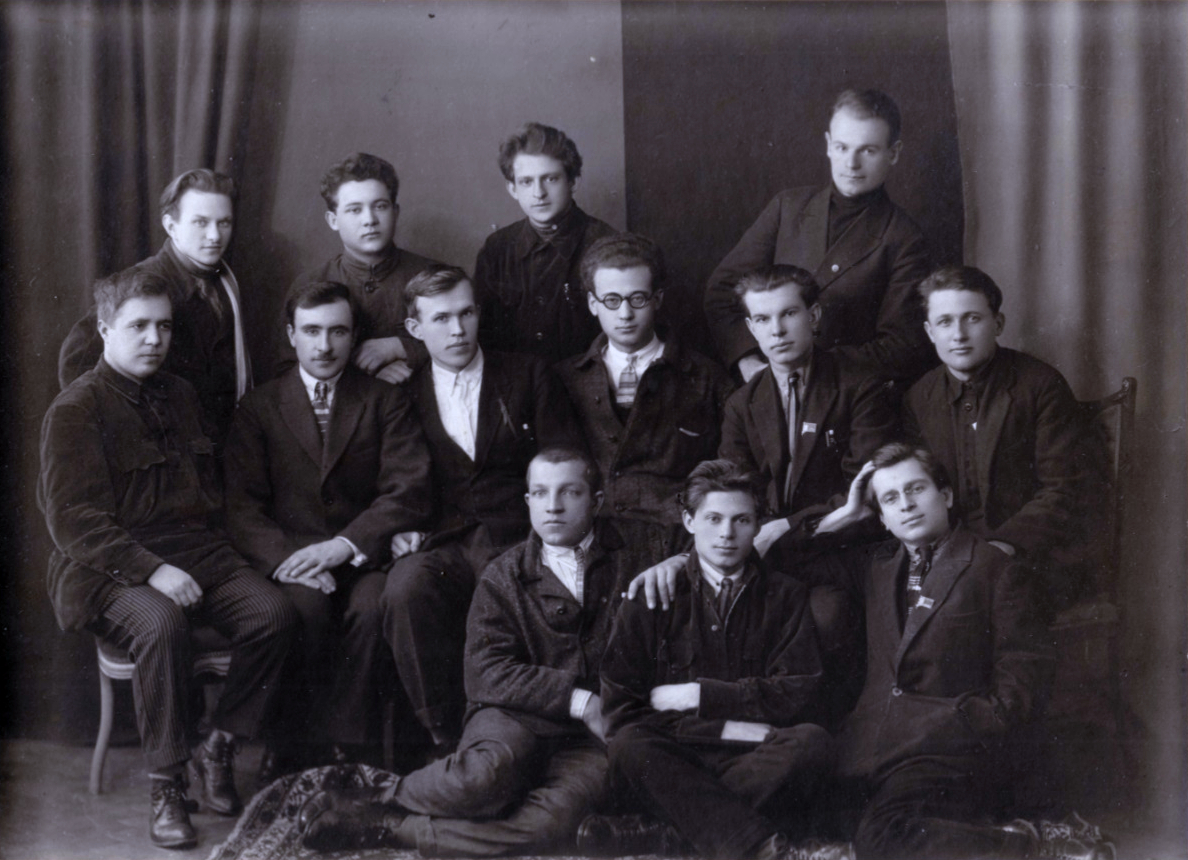
Літературна організація «Молодняк». 1927. Зліва направо: сидять унизу Олексій Кундзіч, Павло Усенко, Петро Голота; в середньому ряду Дмитро Гордієнко, Олесь Донченко, Терень Масенко, Леонід Первомайський, Іван Момот, Марко Кожушний; стоять угорі Іван Ковтун (Юрій Вухналь), Ярослав Гримайло, Борис Даніман (завідувач відділу друку ЦК ЛКСМУ і член редколегії журналу «Молодняк»), Володимир Кузьмич.

Закінчив Комуністичний університет ім. Артема (Харків), працював у редакціях газети «Наймит», журналу «Сільськогосподарський пролетар» у Харкові. Член літературної організації «Молодняк».

## Творчість
З 1923 року працював у молодіжній комуністичній пресі. Поезії та оповідання розміщує в журналах «Молодий більшовик», «Студент революції», газеті «Комсомолець України». Мав окремі збірки віршів «Каре поле» (1924), «Над портретом Леніна» (1925), «Ми — червоні квіти» (1927), оповідання «Комсомолка Зоя» (1925).
Творчості поета притаманні щирість художнього вислову, ліризм світовідчуття, пафос новотворення. Шалу комуністичних ідеалів присвячено пісні Кожушного — «Наша спілка молода…», «Сільські комунари», «Я» тощо.
1938 року Кожушного заарештовано за сфальсифікованою справою, страчено у в'язниці НКВС.
Реабілітований прокуратурою посмертно (1959).